# Marcel Prawy

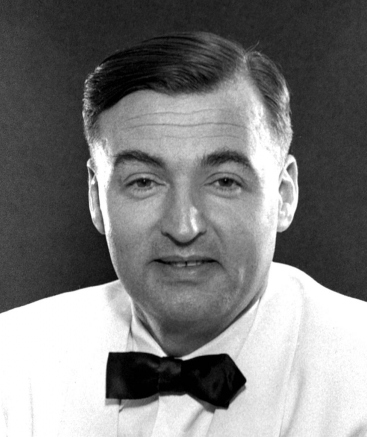
Porträt von 1953

Marcel Prawy (als Marcell Horace Frydmann Ritter von Prawy * 29. Dezember 1911 in Wien, Österreich-Ungarn; † 23. Februar 2003 ebenda) war ein österreichischer Dramaturg, Opernkenner und Opernkritiker mit amerikanischer Staatsbürgerschaft.
Marcel Prawys Großvater Marcell Frydmann war 1899 mit dem Territorialprädikat von Prawy (polnisch für „der Gerechte“) in den erblichen österreichischen Ritterstand erhoben worden. Nach dem Untergang der österreichisch-ungarischen Monarchie ging der Familie mit dem Adelsaufhebungsgesetz 1919 die Nobilitierung verloren. Im Oktober 1938 emigrierte Prawy als Marcell Frydmann in die Vereinigten Staaten, dort nannte er sich Marcell Horace Frydmann Prawy und wurde 1941 unter dem Namen Marcell Frydman-Prawy registriert. Nach seiner Rückkehr nach Österreich wurde er ab 1955 unter dem Namen Marcel Prawy bekannt.

## Leben

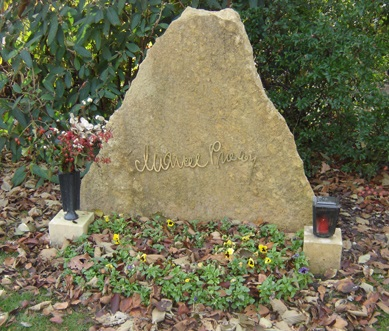
Grab von Marcel Prawy auf dem Wiener Zentralfriedhof, Gruppe 33 G, Nummer 32 (Nov. 2004)

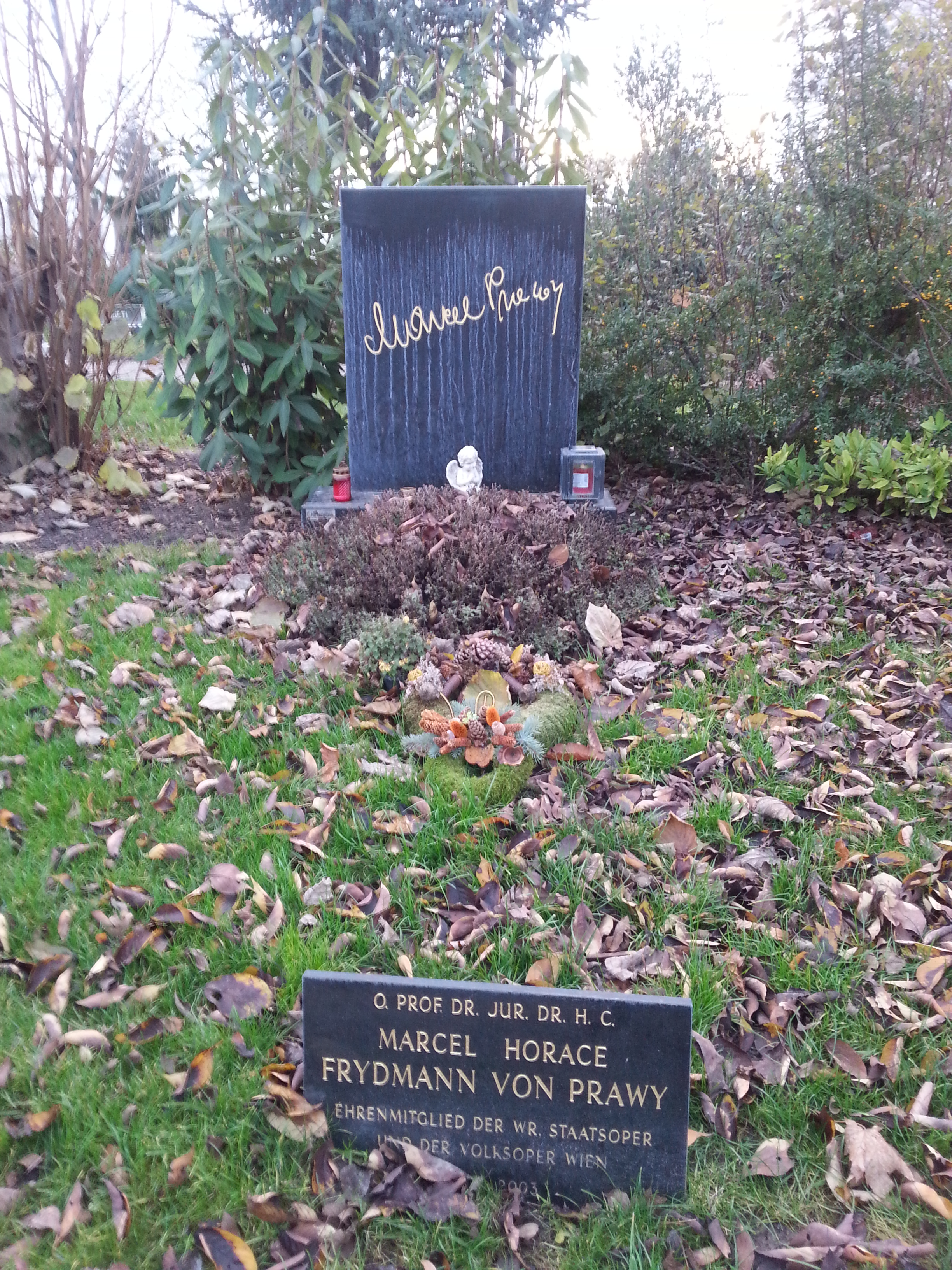
Grab von Marcel Prawy auf dem Wiener Zentralfriedhof, Gruppe 33 G, Nummer 32 (Dez. 2014)

Marcel Prawy stammte aus einer jüdischen Juristenfamilie galizischer Herkunft. Er war der Sohn von Richard Frydmann Ritter von Prawy, Ministerialrat am Verwaltungsgericht. Seine Mutter Marie, geborene Mankiewicz nahm sich nach dem Ersten Weltkrieg das Leben, nachdem Gerüchte nicht verstummten, dass Richard von Frydmann nicht der Vater von Prawys Schwester Edith sei. In der Folge wurde der junge Prawy in die Tschechoslowakei zu seiner Tante Hedwig gebracht. Als sein Vater erneut heiratete, kam Prawy wieder nach Wien. Nach der Matura am Gymnasium Wasagasse in Wien-Alsergrund studierte er Rechtswissenschaften und promovierte zum Dr. jur.
Prawys Leidenschaft gehörte schon früh der Oper. Er besuchte musikwissenschaftliche Vorlesungen bei Egon Wellesz und war jahrelang Stammgast im legendären Stehparterre der Wiener Staatsoper. Prawy lernte den Tenor Jan Kiepura kennen und wurde dessen Privatsekretär. Im Oktober 1938 konnte Prawy mit Kiepura und dessen Familie über Rom in die USA emigrieren und entkam so der Verfolgung durch das nationalsozialistische Regime. Auch seinen Vater holte er in die Vereinigten Staaten nach, während seine Schwester Edith, die im Jahre 2007 in Denver starb, aus freien Stücken in Wien blieb, wo sie zeitweise im Untergrund lebte. Im Exil nahm er auf Anraten Kiepuras den früheren adligen Namensbestandteil Prawy hinzu, und nannte sich nun Marcell Horace Frydmann Prawy.
1944 war er in Großbritannien stationiert, wo er zusammen mit Georg Kreisler in der Truppenunterhaltung von D-Day-Soldaten eingesetzt war. Nach dem Zweiten Weltkrieg kam Prawy 1946 als Kulturoffizier wieder nach Wien. 1950 quittierte er den Dienst bei den US-Streitkräften und wurde Schallplattenproduzent und Veranstalter von Musikabenden im Kosmos-Kino. Ab 1955 war er Dramaturg an der Wiener Volksoper und brachte ab 1956, beginnend mit Kiss Me, Kate, erstmals Musicals aus den USA auf den europäischen Kontinent. Anfangs stießen diese Produktionen in Wien auf großen Widerstand, da man mit der Einführung des US-amerikanischen Musicals das Ende der heimischen Operette befürchtete. Prawy hatte dennoch Erfolg und gilt deshalb als derjenige, der das Musical in deutscher Sprache hoffähig gemacht hat. In der Folge brachte er weitere Übersetzungen an die Volksoper, unter anderen mit Wonderful Town (1956) und West Side Story (1968) Werke seines Freundes Leonard Bernstein.
1972 sollte Prawy Operndirektor der Wiener Staatsoper werden, der damalige Minister Leopold Gratz zog aber Rudolf Gamsjäger vor. Er wurde „nur“ Chefdramaturg des Opernhauses. Von 1976 bis 1982 war er ordentlicher Hochschulprofessor für Operndramaturgie an der Hochschule für Musik und darstellende Kunst Wien und Lektor für Theaterwissenschaft an der Universität Wien sowie Gastprofessor an zahlreichen amerikanischen und japanischen Universitäten. Er wurde durch Fernseh- und Rundfunksendungen bekannt, in denen er mit Werkkenntnis und Humor sein Publikum in die Welt des Musiktheaters einführte. Prawy war mit vielen prominenten Sängern und Musikern wie zum Beispiel Plácido Domingo, Leonard Bernstein oder Robert Stolz befreundet. Seine besondere Liebe galt den Werken Richard Wagners. In seinem Buch „Nun sei bedankt …“ Mein Richard-Wagner-Buch fand seine Verehrung für Wagner einen außergewöhnlich emotionalen Ausdruck. Gottvater seiner Jugend war Richard Strauss, außerdem hat er neben Wagner Erich Wolfgang Korngold und Robert Stolz verehrt. Mozart hat er nicht geliebt, Prawy war an neuen Kompositionen interessiert.
Die letzten zehn Lebensjahre wohnte er in unmittelbarer Nähe der Staatsoper im Hotel Sacher. Seine umfangreiche Sammlung von Musikdokumenten, Handschriften und Noten-Originalen von Richard Strauss bis Leonard Bernstein vermachte der Opernführer seiner Lebenspartnerin Senta Wengraf, die sie wiederum der Stadt Wien überließ. Diese Dokumentensammlung wurde in den legendär gewordenen rund 2.000 Plastiksackerln – bevorzugt die grellgelben von Billa, Spar und LÖWA – die sich in seiner Wohnung und später auch im Hotelzimmer befanden, aufbewahrt. Kaum jemandem gelang es, so eindrucksvoll die Oper zu schildern, wie ihm. So wurde Prawy als Opernführer der Nation zu einer Institution der Wiener Oper.
An der Trauerfeier für Prawy nahmen viele Prominente teil: darunter waren Wolfgang Wagner, Franz Morak, Andreas Mailath-Pokorny, Franz König und Otto Schenk.  Die sterblichen Überreste Marcel Prawys liegen begraben am Wiener Zentralfriedhof (Gruppe 33 G, Nummer 32) in einem Ehrengrab der Stadt Wien. Im April 2008 wurde in Wien-Donaustadt (22. Bezirk) die Marcel-Prawy-Promenade nach ihm benannt.

## Auszeichnungen
- 1972: Goldenes Ehrenzeichen für Verdienste um das Land Wien
- 1975: Österreichisches Ehrenkreuz für Wissenschaft und Kunst
- 1977: Bundesverdienstkreuz I. Klasse
- 1983: Preis der Stadt Wien für Volksbildung
- 1986: Ehrenring der Stadt Wien
- 1986: Österreichisches Ehrenkreuz für Wissenschaft und Kunst I. Klasse
- 1989: Großes Bundesverdienstkreuz
- 1991: Bürger der Stadt Wien
- 1992: Die Wiener Philharmoniker unter Carlos Kleiber intonieren beim traditionellen Neujahrskonzert Happy Birthday zu Prawys 80. Geburtstag[16]
- 1992: Ehrenbürger von Wien
- 1993: Komtur des Italienischen Verdienstordens
- 1996: Großes Goldenes Ehrenzeichen für Verdienste um die Republik Österreich[17]
- 1997: Ehrendoktor der Universität Wien
- 1998: Platin Romy für sein Lebenswerk
- 1998: Donauland Sachbuchpreis
- 2001: Goldener Rathausmann der Stadt Wien

## Anekdotisches
Die Zusammenarbeit mit dem polnischen Tenor Jan Kiepura kam angeblich so zustande: Kiepura hatte rechtliche Probleme mit diversen Verträgen gehabt. Als er von dem jungen, opernbegeisterten Juristen Prawy hörte, sprach er diesen in der Wiener Staatsoper an: „Sprechen Sie Französisch?“. „Ja.“ „Sprechen Sie Italienisch?“ „Ja.“ „Sprechen Sie Polnisch?“ „Nein, aber in zwei Wochen kann ich’s lernen.“ „Lernen Sie. Wollen Sie mein Sekretär werden?“
Prawy beherrschte sechs Sprachen: Deutsch, Englisch, Französisch, Italienisch, Spanisch und Polnisch.

## Schriften
- Die Wiener Oper. Geschichte und Geschichten. Molden, Wien 1969; 3., erg. u. überarb. Auflage. ebd. 1978, ISBN 3-217-00726-3.
- Johann Strauss. Weltgeschichte im Walzertakt. Molden, Wien 1975; Goldmann, München 1980, ISBN 3-442-26710-2.
- „Nun sei bedankt …“ Mein Richard-Wagner-Buch. Goldmann, München 1983, ISBN 3-442-10191-3.
- Johann Strauss. Ueberreuter, Wien 1991, ISBN 3-8000-3393-3.
- Marcel Prawy erzählt aus seinem Leben. Kremayr & Scheriau, Wien 1996; 6., überarb. u. erw. Auflage. ebd. 2002, ISBN 3-218-00690-2.